# Chloroclystis subtrigalba
Chloroclystis subtrigalba là một loài bướm đêm trong họ Geometridae.